# Adoretus beiranus
Adoretus beiranus är en skalbaggsart som beskrevs av Louis Albert Péringuey 1902. Adoretus beiranus ingår i släktet Adoretus och familjen Rutelidae. Inga underarter finns listade i Catalogue of Life.